# Achille Verbecke
Achille Verbecke (Pérenchies, 1932. április 1. –) francia nemzetközi labdarúgó-játékvezető.

## Pályafutása

### Nemzeti játékvezetés
Játékvezetésből 1963-ban Pérenchiesben vizsgázott. Vizsgáját követően a Nord megyei Labdarúgó-szövetség által üzemeltetett labdarúgó bajnokságokban kezdte sportszolgálatát. A Francia Labdarúgó-szövetség Játékvezető Bizottsága (JB) minősítésével  1965-ben a Ligue 2, majd 1966-tól Ligue 1 játékvezetője. Ligue 1 mérkőzéseinek száma: 38.

#### Nemzeti kupamérkőzések
Vezetett kupadöntők száma: 2.

##### Francia labdarúgókupa
| Időpont         | Helyszín                     | Mérkőzés típusa | Mérkőzés                      | Eredmény | Nézők száma |
| --------------- | ---------------------------- | --------------- | ----------------------------- | -------- | ----------- |
| 1974. június 8. | Parc des Princes, Párizs     | döntő           | AS Saint-Étienne–AS Monaco FC | 2 – 1    | 45 813      |
| 1978. május 13. | Princes Park Stadion, Párizs | döntő           | AS Nancy-Lorraine–OGC Nice    | 1 – 0    | 45 998      |

### Nemzetközi játékvezetés
A Francia labdarúgó-szövetség JB terjesztette fel nemzetközi játékvezetőnek, a Nemzetközi Labdarúgó-szövetség (FIFA) 1972-től tartotta) nyilván bírói keretében. A FIFA JB központi nyelvei közül a franciát beszéli. Több nemzetek közötti válogatott, valamint Kupagyőztesek Európa-kupája és UEFA-kupa klubmérkőzést vezetett, vagy működő társának partbíróként segített. A francia nemzetközi játékvezetők rangsorában, a világbajnokság-Európa-bajnokság sorrendjében többedmagával a 36. helyet foglalja el 1 találkozó szolgálatával. A nemzetközi játékvezetéstől 1978-ban búcsúzott. Válogatott mérkőzéseinek száma: 4.

#### Labdarúgó-világbajnokság
Az 1978-as labdarúgó-világbajnokságon a FIFA JB bíróként alkalmazta. Selejtező mérkőzést az AFC JB zónában vezetett.
| Időpont           | Helyszín                  | Mérkőzés típusa           | Mérkőzés     | Eredmény |
| ----------------- | ------------------------- | ------------------------- | ------------ | -------- |
| 1977. március 10. | Nemzeti Stadion, Tel-Aviv | előselejtező (2. csoport) | Japán–Izrael | 0 – 2    |

## Külső hivatkozások
- Achille Verbecke. World Referee. (Hozzáférés: 2015. november 5.)[halott link]
- Achille Verbecke. footballzz.com. (Hozzáférés: 2015. november 5.)
- Achille Verbecke. footballdatabase.eu. (Hozzáférés: 2015. november 5.)
- Achille Verbecke. eu-football.info. (Hozzáférés: 2015. november 5.)

| Elődje: Robert Wurtz | Francia labdarúgókupa döntő 1973–1974 | Utódja: Robert Héliès |

| Elődje: Georges Konrath | Francia labdarúgókupa döntő 1977–1978 | Utódja: Michel Vautrot |